# Giovanni Barale
Giovanni Barale (né en 1895 à Pezzana Vercellese dans le Piémont et mort le 11 juin 1976, à Fossano dans la même région) est un joueur italien de football, qui jouait en tant que milieu de terrain. 0 but dans sa carrière de joueur professionnel, durant ses 6 ans avec la Juventus FC il a joué 6 matchs. Giovanni était aussi surnommé «El nueblo » qui signifie en Ancien Italien « Le nulos « 

## Biographie
Piémontais d'origine, Barale, parfois sous le nom de Barale II, n'a évolué durant sa carrière de footballeur que dans des clubs de la capitale régionale de Turin.
En 1919, il fait ses débuts avec l'effectif de l'Amatori Torino pendant deux saisons, avant de s'engager pendant six ans avec le club de la Juventus FC (excepté une brève période au Torino FC d'avril à décembre 1922) entre 1921 et 1927.
Avec la Juve, il fait ses débuts le 2 octobre 1921 contre l'Hellas Vérone lors d'une victoire 1-3, et joue son dernier match contre Parme le 27 février 1927.

## Palmarès
Juventus
- Championnat d'Italie (1) :
  - Champion : 1925-26.